# Монтреста
Монтреста (итал. Montresta) — коммуна в Италии, располагается в регионе Сардиния, в провинции Ористано.
Население составляет 650 человек (2008 г.), плотность населения составляет 27 чел./км². Занимает площадь 24 км². Почтовый индекс — 8010. Телефонный код — 0785.
Покровителем коммуны почитается святой Христофор, празднование 28 апреля.

## Демография
Динамика населения:

## Администрация коммуны
- Официальный сайт: